# Avahi meridionalis
Avahi meridionalis is een nachtactief zoogdier uit de familie van de indriachtigen (Indriidae). De wetenschappelijke naam van de soort werd voor het eerst geldig gepubliceerd door Zaramody et al. in 2006.

## Kenmerken
De bovenkant van het lichaam is grijsbruin, de onderkant grijs, de staart roodbruin. De kop-romplengte bedraagt 230 tot 290 millimeter, de staartlengte 300 tot 330 millimeter, de achtervoetlengte 61 tot 100 millimeter, de oorlengte 24 tot 27 millimeter en het gewicht 950 tot 1400 gram.

## Voorkomen
De soort komt voor op Madagaskar, waar hij slechts op twee plaatsen (Sainte Luce en Andohabele) is gevonden in de zuidoostelijke regio Anosy. In Manombo komt de nauw verwante Avahi ramanantsoavani voor, die oorspronkelijk als een ondersoort van A. meridionalis werd beschreven. A. meridionalis is op basis van genetische methodes van de noordelijke soorten oostelijke wolmaki (A. laniger) en Avahi peyrierasi gescheiden. De soortaanduiding meridionalis, Latijn voor "zuidelijk", verwijst naar het feit dat A. meridionalis de meest zuidelijke verspreiding van de oostelijke wolmaki's heeft.

## Dieet
Avahi meridionalis eet voornamelijk bladeren en knoppen, soms eet hij ook bloemen.